# Metis
Titanen Metis (græsk: Μετις, Metis, "intelligens") er en Okeanide som blev slugt af Zeus, fordi Gaia havde advaret ham om, at et af hans børn, som Metis skulle føde, ville afløse ham som den øverste gud. På et tidspunkt efter at Zeus havde slugt Metis, sprang hendes barn Athene ud af hans pande.